# Johann Michael von Schary

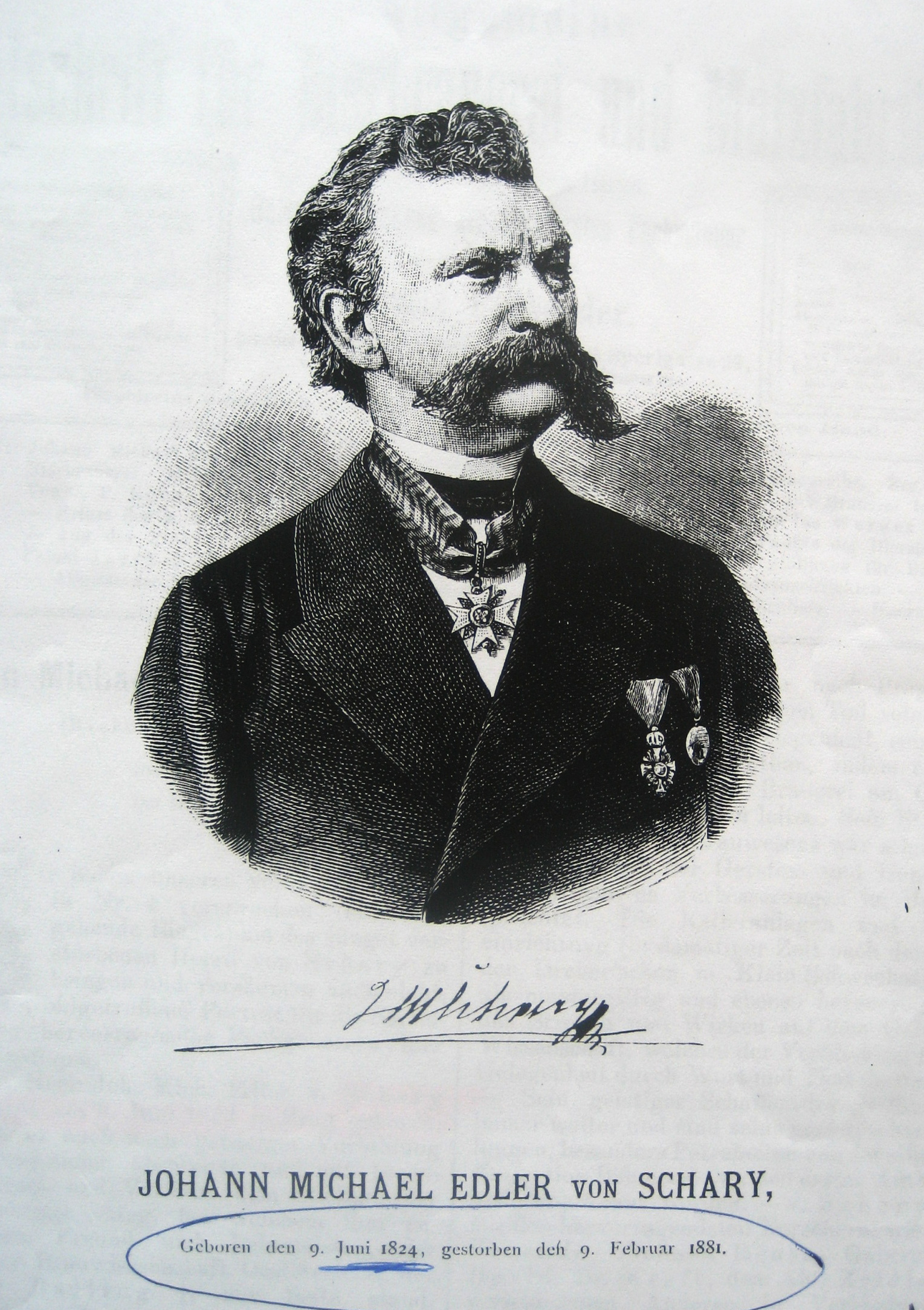
Johann Michael Edler von Schary

Johann Michael Schary, seit 1874 Johann Michael Edler von Schary (* 9. Juni 1824 in Prag; † 9. Februar 1881 ebenda), war ein österreichisch-böhmischer Brauer, Unternehmer und Politiker. Er war Abgeordneter des Böhmischen Landtags.

## Leben und Wirken
Er war der Sohn des Bierbrauers Johann Schary und der Katharina Schary, geb. Čulíkaus aus Prag. Nach dem Schulbesuch studierte er Fermentationschemie an der Deutschen Technischen Universität in Prag bei Karl Josef Napoleon Balling. In den Jahren 1845–1846 arbeitete er zusammen mit seinem späteren Kollegen, dem Brauer Ferdinand Fingerhut, in München, wobei sie auch durch Deutschland, England, Frankreich und Belgien reisten. 1846 übernahm er die Brauerei am Karlsplatz in Prag. Dort ließ er die im Ausland gewonnenen praktischen Erfahrungen einfließen und erzielte daher rasch Erfolgte, die sich u. a. in der Verleihung von ca. 30 Preisen bei verschiedenen Ausstellungen niederschlugen. Er war maßgeblich an der Gründung der Mälzereischule in Prag beteiligt, die er anschließend lange unterstützte. Außerdem war er Vorsitzender des Verbandes für das Brauwesen im Königreich Böhmen.
Ab 1849 saß er im Prager Stadtrat, in dem er bis 1851 blieb und in den er dann von 1869 bis 1871 zurückkehrte. Ab 1854 war er Mitglied der Prager Handels- und Gewerbekammer, in der er sich vor allem für brauwirtschaftliche Belange einsetzte. Nach der Wiederherstellung des verfassungsmäßigen Lebens im Kaisertum Österreich Anfang der 1860er Jahre engagierte er sich auch in der Landespolitik. Bei den böhmischen Landtagswahlen 1861 wurde er in die Kurie der Handels- und Gewerbekammern in den böhmischen Landtag gewählt. Auf dem Reichstag sprach er sich erstmals für den Abriss der Prager Mauern und den Bau eines würdigen Neubaus für das Museum des Königreichs Böhmen aus. Er initiierte die Gründung der Slavia Bank.
In seiner Freizeit beschäftigte er sich mit Paläontologie. Zu seinen Lehrern gehörte Franz Xaver Maximilian Zippe, und zusammen mit anderen Anhängern der Paläontologie erkundete er die Umgebung von Prag, wo er zahlreiche Fossilien entdeckte. Anschließend trug er eine umfassende Sammlung silurischer Fossilien zusammen. 
Er starb 1881 an einem Lungenödem und wurde auf dem Olšany-Friedhof beigesetzt.

## Ehrungen
Für seine Verdienste wurde er 1874 in den Adelsstand erhoben und erhielt den Franz-Joseph-Orden. Er wurde auch mit dem Päpstlichen Sylvesterorden und anderen ausländischen Ehrungen ausgezeichnet. 